# Källmaterial

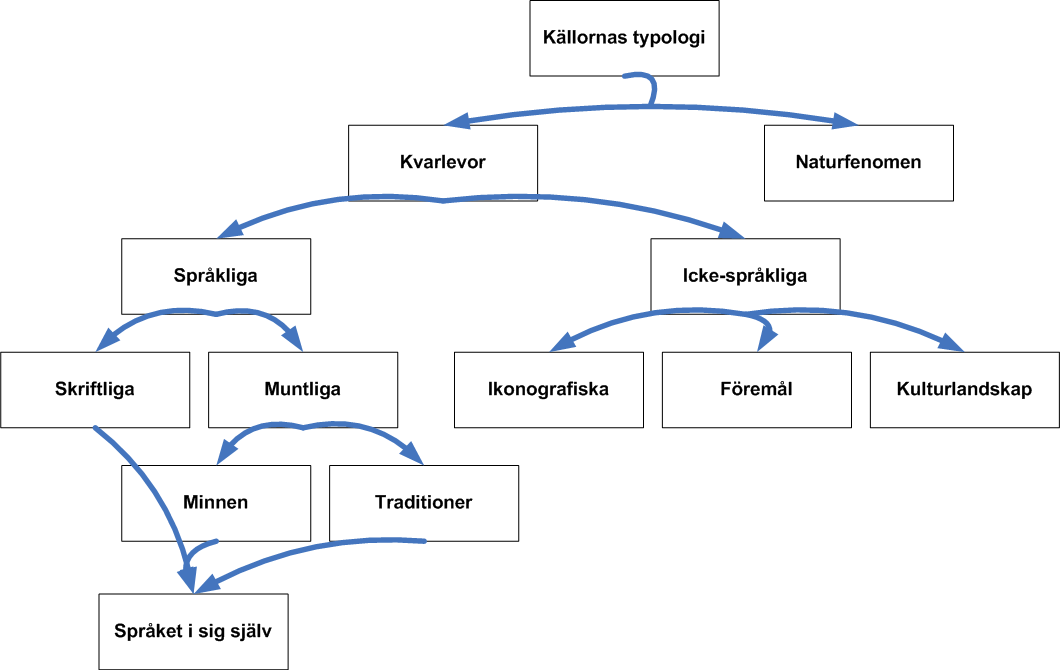
De historiska källornas typologi.

Källmaterial är skriftligt eller muntligt material som består av samtida vittnesbörd om ett visst förhållande. Källmaterial är det material ur vilket information eller idéer härrör. Vid översättningar är källmaterialet den ursprungliga texten som ska översättas till andra språk.
Källmaterial brukar delas in i tre sorter: primära källor, sekundära källor och tertiära källor. Primärkälla är en term för de ursprungliga källmaterialen och kommer från den berörda tidsperioden och har inte filtrerats genom tolkning eller utvärdering. En sekundärkälla åberopar, kommenterar eller bygger vidare på primärkällor, även om skillnaden inte är glasklar. En tertiärkälla (eller tredjehandskälla) är en relativ term för källmaterial som består av information som är insamlad från primärkällor eller sekundärkällor.
Med källa menas inom journalistiken den person eller skrift etc. där vederbörande hämtar sin information. Inom pressetiken anses det viktigt att skydda sina källor, vilket stundom kan komma i konflikt med andra samhällsintressen. Att kritiskt granska källors påståenden (källkritik) är viktigt både för journalister och forskare.